# Trygonorrhina dumerilii
Trygonorrhina dumerilii is een vissensoort uit de familie van de Trygonorrhinidae. De wetenschappelijke naam van de soort is voor het eerst geldig gepubliceerd in 1954 door Scott.